# 赫利斯冰原島峰

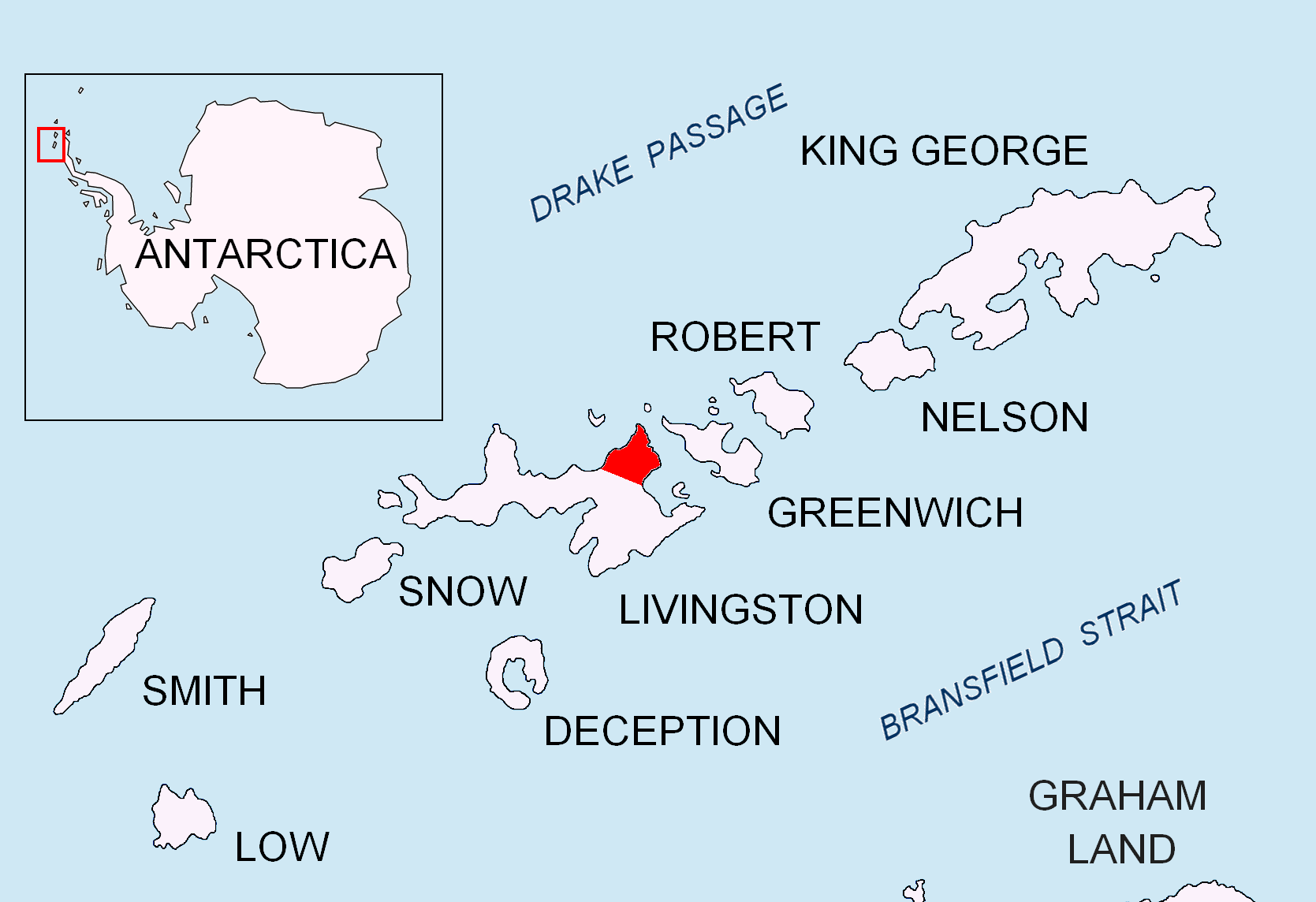

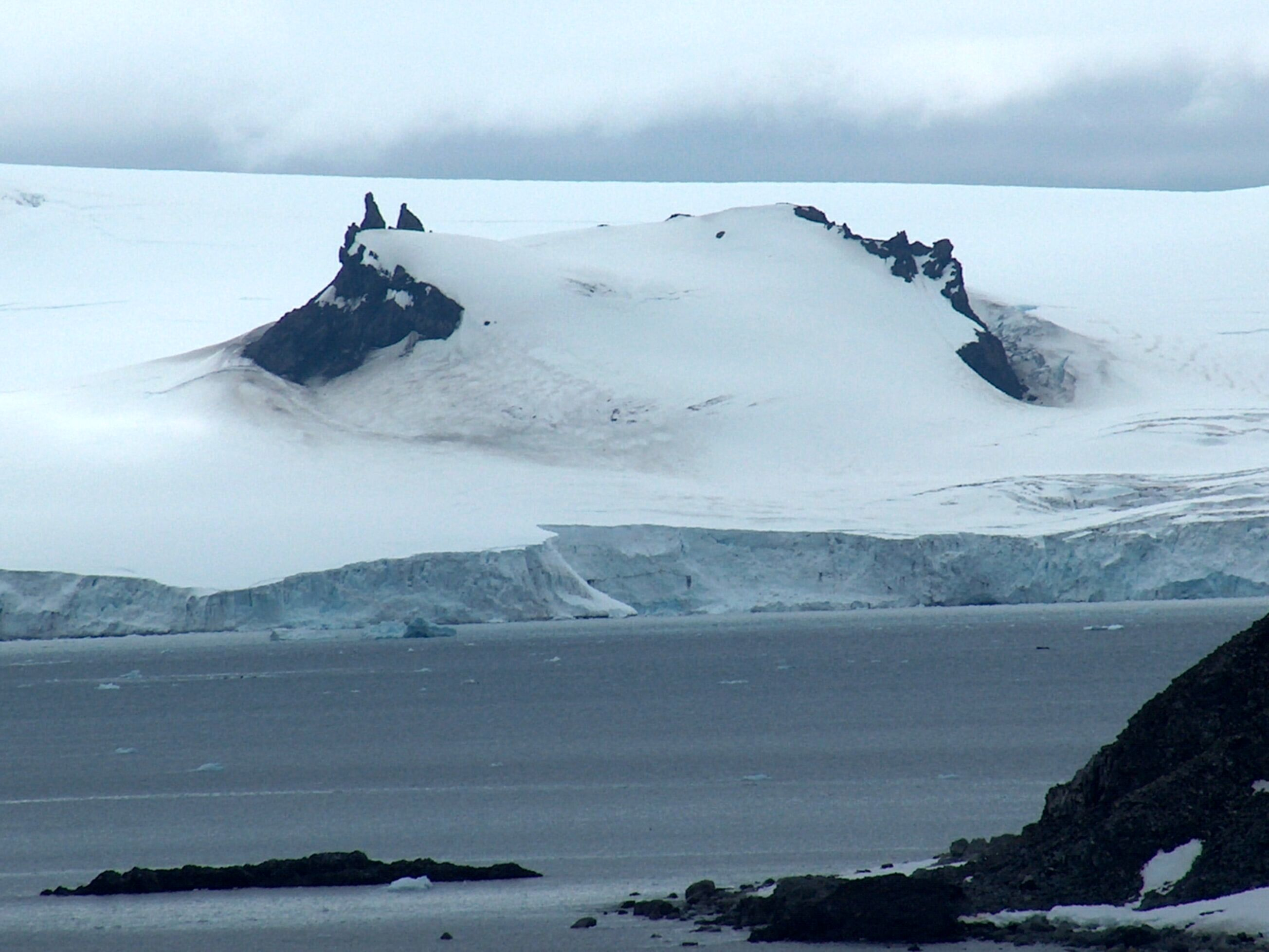

赫利斯冰原島峰是南極洲的冰原島峰，位於南設得蘭群島中利文斯頓島的瓦爾納半島，屬於維丁高地的一部分，處於愛丁堡山以西3公里、夏普峰以南1.9公里和馬達加峰東南面1.85公里。
62°32′25″S 60°04′40″W / 62.54028°S 60.07778°W

## 外部連結
- Composite Antarctic Gazetteer （页面存档备份，存于）.